# Edmund G. Ross
Edmund G. Ross (Ashland, 1826. december 7. – Albuquerque, 1907. május 8.) az Amerikai Egyesült Államok szenátora (Kansas, 1866–1871).